# Kontaminace půdy

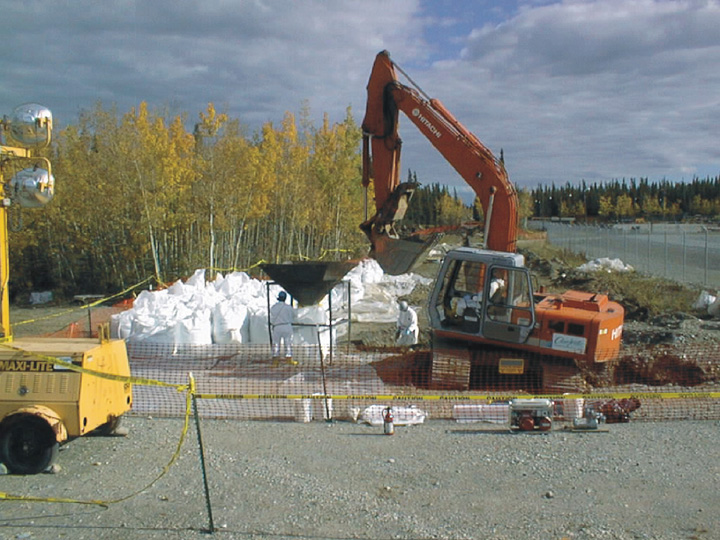
Odstraňování půdy kontaminované radioaktivitou

Kontaminace půdy je způsobena výskytem lidmi vyrobených chemikálií v půdě nebo jiným pozměněním přírodního prostředí půd.
Tento typ kontaminace obvykle vzniká protržením podzemních zásobníků, používáním pesticidů, prosakováním kontaminovaných povrchových vod do podzemních vrstev, vyluhováním odpadů ze skládek nebo přímým vypuštěním průmyslových odpadů do půdy.
Obavy ze znečištění půd pramení především ze zdravotních rizik, vznikajících jak přímým kontaktem se znečištěnou půdou, tak znečištěním zásob vody.

## Nejčastější zdroje znečištění půd

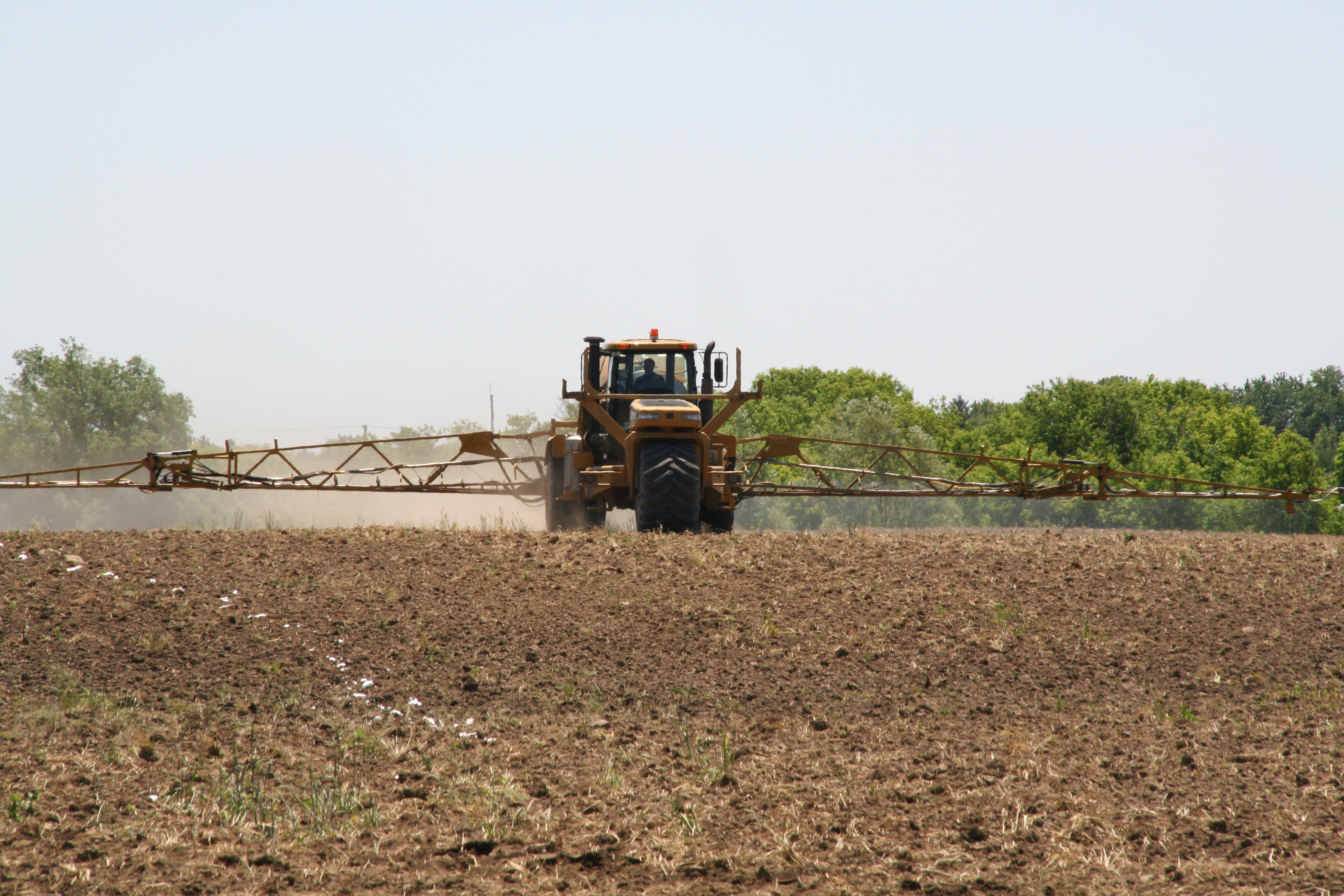
Významným kontaminantem půdy jsou pesticidy aplikované zemědělci

Existují tisíce zdrojů znečištění půd a typů polutantů. Mezi nejčastější patří uhlovodíky, rozpouštědla, polyaromatické uhlovodíky, pesticidy, olovo, kadmium, rtuť a ostatní těžké kovy. Výskyt těchto zátěží souvisí se stupněm industrializace a intenzity používání chemikálií.
Velmi často se do půdy dostávají ropné uhlovodíky z protržených podzemních nádrží (benzen, ethylbenzen, toluen, xylen, alkany, alkeny, MTBE).

## Situace ve světě
V Severní Americe a Evropě je rozsah kontaminovaných půd většinou dobře znám a mnoho zemí má vypracované postupy, používané při identifikaci a vypořádání se s tímto environmentálním problémem. Opačná situace však panuje v zemích rozvojových, kde navíc znečištěných půd rychle přibývá.
Spojené státy americké jsou, přestože patří ke státům s vůbec největším znečištěním půdy, světovým lídrem v navrhování standardů čištění a jejich uplatňování v praxi. Ostatní industrializované země s velkým počtem kontaminovaných ploch v nápravě zaostávají.[zdroj⁠?!] Očekává se, že v budoucnosti se bude rychle zvyšovat znečištění půd v rozvojových zemích. V USA je každoročně vyčištěno tisíce kontaminovaných míst, často s použitím mikrobů, kteří dokážou „vyžrat“ toxické chemikálie z půdy. Jiné metody zahrnují jednoduché vybírání půdy, extrakci půdní vlhkosti nebo využití těžních věží. Současně jsou v celém světě vytvářena a rozpoznávána stále nová místa kontaminace půd.
Obrovský a vytrvalý růst Čínské lidové republiky od 70. let si vyžádal svou daň v podobě zvýšeného znečištění půd. Státní správa životního prostředí ČLR to považuje za vážnou hrozbu pro životní prostředí, potravinové zabezpečení a trvale udržitelné zemědělství, neboť asi desetina zemědělské půdy (přes 12 milionů hektarů) byla zničena znečištěním. Jen zamoření půd těžkými kovy způsobuje každoročně znehodnocení zemědělské produkce v hodnotě 20 miliard yuanů (skoro 54 miliard korun). Podle vědeckého odběru vzorků bylo zjištěno znečištění 100 tis. km2 zemědělské půdy Číny, přičemž kontaminovaná voda je používána na zavlažení dalších 21 670 tis. km2 a dalších 1 300 km2 je pokryto nebo zničeno pevným odpadem. Celkově se jedná o 1/10 zemědělské půdy Číny, většinou v ekonomicky nejrozvinutějších oblastech.